# David Strelec
David Strelec (* 4. dubna 2001, Nové Zámky) je slovenský fotbalový útočník či záložník a reprezentant, od srpna 2023 hráč slovenského mužstva ŠK Slovan Bratislava. Mimo Slovensko působil na klubové úrovni v Itálii. Nastupuje ve středu útoku nebo na postu ofenzivního středního záložníka. Jeho otec Milan Strelec je bývalým fotbalistou. Za rok 2020 vyhrál cenu Petra Dubovského, která se na Slovensku uděluje nejlepšímu slovenskému hráči do 21 let.

## Klubová kariéra
Je odchovancem Slovanu Bratislava, kde začal svoji fotbalovou kariéru. Patří k velkým talentům nejen "belasých", ale i slovenského fotbalu. Již v 17 letech se pravidelně prosazoval v nejvyšší lize staršího dorostu.

### ŠK Slovan Bratislava

#### Sezóna 2018/19
V červnu 2018 se zapojil společně s dalšími hráči z žákovské akademie Slovanu, konkrétně s Martinem Trnovským, Samuelem Kozlovským a Davidem Hrnčárem, do přípravy A-týmu "belasých" na ročník 2018/19. Ligový debut v dresu "áčka" bratislavského Slovanu si odbyl ve 3. kole hraném 5. 8. 2018 proti Zemplínu Michalovce (výhra 2:1), když v 73. minutě nahradil na hrací ploše Vukana Savićeviće. Svůj první ligový gól za seniorský tým zaznamenal 8. prosince 2018 ve svém třetím zápase v lize v souboji s mužstvem MŠK Žilina, když ve 42. minutě zvyšoval na průběžných 5:0. Zápas skončil vítězstvím "belasých" v poměru 5:2. Podruhé v sezoně se střelecky prosadil v úvodním kole nadstavbové části proti klubu ŠKF iClinic Sereď (výhra 4:1), když ve druhé minutě otevřel skóre střetnutí. 4. 4. 2019 podepsal se Slovanem v den svých osmnáctých narozenin nový pětiletý kontrakt, i když měl nabídky ze zahraničí. Se Slovanem získal 14. dubna 2019 po výhře 3:0 nad týmem MŠK Žilina šest kol před koncem ročníku mistrovský titul. Zároveň i ve stejné sezoně vybojoval titul se staršími žáky a postoupil s juniorkou do druhé nejvyšší soutěže.

#### Sezóna 2019/20
V prvním předkole Ligy mistrů UEFA 2019/20 nehrál, Slovan vypadl s černohorským celkem FK Sutjeska Nikšić a byl přesunut do předkol Evropské ligy UEFA 2019/20. V nich Strelec odehrál pouze dva zápasy, ale i tak "belasým" pomohl po postupu přes kosovské mužstvo KF Feronikeli (výhry doma 2:1 a venku 2:0), klub Dundalk FC z Irska (výhry doma 1:0 a venku 3:1) a řecký tým PAOK Soluň (výhra doma 1:0 a prohra venku 2:3) k účasti ve skupinové fázi. Slovan Bratislava byl zařazen do základní skupiny K, kde se střetl s mužstvy Beşiktaş JK (Turecko), SC Braga (Portugalsko) a Wolverhampton Wanderers FC (Anglie). Strelec však neodhrál ve skupinové fázi žádný zápas, "belasí" skončili v tabulce na třetím místě a do jarního play-off nepostoupili. S výběrem U-19 se však představil v juniorské Lize mistrů. Svoji první branku v ročníku vsítil ve čtvrtém kole v souboji s ViOnem Zlaté Moravce – Vráble, když v 84. minutě zvyšoval z pokutového kopu na konečných 4:0. 22. 9. 2019 se dvakrát střelecky prosadil v duelu na hřišti klubu AS Trenčín, trefil se ve 29. a v 56. minutě a podílel se na vítězství 4:2. Počtvrté v sezoně vsítil gól v desátém kole hraném 28. září 2019 v souboji s týmem FC Nitra (výhra 5:0), Strelec se prosadil v 67. minutě a zvyšoval na 4:0. Se Slovanem obhájil titul z předešlé sezony 2018/19. S "belasými" ve stejném ročníku triumfoval i ve slovenském poháru a získal tak s mužstvem „double“.

#### Sezóna 2020/21
Svoji první branku v ročníku zaznamenal v úvodním kole proti mužstvu FC Nitra (výhra 5:0), když ve 45. minutě po asistenci Žana Medveda zvyšoval na 4:0. Další góly přidal 11. 8. 2020 v následujícím kole v souboji se Zemplínem Michalovce (výhra 5:0), nejprve ve třetí minutě po přihrávce Ibrahima Rabia otevřel skóre střetnutí a následně dorazil v 61. minutě mezi tři tyče střelu Joeriho De Kampsa. Počtvrté v sezoně dal gól v dohrávce čtvrtého kola proti klubu FK Senica, když v 79. minutě po přihrávce Vladimíra Weisse zvyšoval na konečných 2:0. Svoji pátou a šestou branku v ročníku vsítil ve 14. a v 15. kole, kdy jednou skóroval do sítě ViOnu Zlaté Moravce – Vráble (výhra 2:1) a v odvetě se Senicou (výhra 3:0). Posedmé v sezoně se trefil v odvetě v derby hraném 13. 12. 2020 se Spartakem Trnava, když ve 33. minutě zvyšoval po rohu na 2:0. Slovan Bratislava nakonec porazil svého soka na jeho hřišti 3:0. Další dva góly dal v odvetě s ViOnem Zlaté Moravce – Vráble (výhra 4:0), trefil ve 26. a 42. minutě. Se Slovanem po tomto zápase vybojoval již třetí ligový primát v řadě. Zároveň s týmem získal podruhé za sebou po výhře 2:1 po prodloužení nad celkem MŠK Žilina domácí pohár a mužstvu pomohl poprvé v jeho historii k obhájení doublu.

#### Sezóna 2021/22
Se Slovanem postoupili přes Shamrock Rovers z Irska (výhra 2:0 doma a prohra 1:2 venku) do druhého předkola Ligy mistrů UEFA 2021/22 a v něm vypadli se spoluhráči se švýcarským klubem BSC Young Boys z Bernu po domácí remíze 0:0 a venkovní prohře 2:3. Následně byli se slovenským týmem přesunuti do předkol Evropské ligy UEFA 2021/22, kde s ním nejprve vyřadili ve třetím předkole Lincoln Red Imps FC z Gibraltaru (výhra 3:1 venku a remíza 1:1 doma), avšak ve čtvrtém předkole - play-off s ním nepřešli přes řecké mužstvo Olympiakos Pireus (prohra 0:3 venku a remíza 2:2 doma) do skupinové fáze této soutěže. V srpnu 2021 odešel a nenastoupil tak za Slovan v základní skupině Evropské Konferenční ligy UEFA 2021/2022. V ročníku 2021/22 i tak částečně pomohl svému v té době už bývalému zaměstnavateli již ke čtvrtému titulu v řadě, což Slovan dokázal jako první v historii slovenského fotbalu.

### Spezia Calcio
V průběhu ročníku 2021/22 přestoupil ze Slovanu za nespecifikovanou částku do Itálie, kde se upsal klubu Spezia Calcio, tehdy hrající Serii A. Premiéru v lize si zde připsal v šestém kole hraném 25. 9. 2021 v souboji s týmem AC Milán (prohra 1:2), na trávník přišel v 79. minutě. Poprvé a zatím naposledy během tohoto angažmá se střelecky prosadil v lize v osmém kole proti mužstvu US Salernitana 1919 (výhra 2:1), když v 51. minutě srovnával na průběžných 1:1.

### Reggina 1914 (hostování)
V lednu 2023 odešel ze Spezie hostovat do v té době druholigového celku Reggina 1914. Debut v lize si za Regginu odbyl 5. února 2023 v souboji s klubem Palermo FC (prohra 1:2), na hrací plochu zamířil v 60. minutě. Svoji první branku v sezoně zaznamenal proti týmu Modena FC 2018, když v 59. minutě dával na konečných 2:1. Podruhé a potřetí v ročníku skóroval 6. 5. 2023 ve 36. kole v souboji s mužstvem Como 1907, prosadil se ve 22. a v 52. minutě a podílel se velkou měrou na domácí výhře 2:1. S Regginou bojoval o postup do Serie A, který se nezdařil.

### ŠK Slovan Bratislava (návrat)

#### Sezóna 2023/24
V létě 2023 se vrátil ze Spezie Calcio formou ročního hostování s opcí na přestup do Slovanu Bratislava. Se Slovanem krátce po svém návratu vypadl po prohrách 1:2 doma a 1:3 venku s izraelským klubem Makabi Haifa FC a se spoluhráči byli přesunuti do čtvrtého předkola - play-off Evropské ligy UEFA 2023/2024, ve kterém nepostoupili po domácí výhře 2:1 a prohře 2:6 venku přes tým Aris Limassol z Kypru a kvalifikovali se tak do skupinové fáze Evropské Konferenční ligy UEFA 2023/2024. Se Slovanem Bratislava byli zařazeni do základní skupiny A, kde v konfrontaci s mužstvy Lille OSC (Francie) - (prohra 1:2 venku a remíza 1:1 doma), NK Olimpija Lublaň (Slovinsko) - (výhra 1:0 venku a prohra 1:2 doma) a KÍ Klaksvík (Faerské ostrovy) - (výhry doma i venku 2:1). skončili se ziskem deseti bodů na druhém místě tabulky a podruhé za sebou postoupili do jarní vyřazovací části této soutěže. V ní však vypadli se spoluhráči již v šestnáctifinále po prohrách 1:4 venku a 0:1 doma se Sturmem Graz z Rakouska. Celkem v této sezoně pohárové Evropy nastoupil Strelec k 12 střetnutím, v nichž dal dva góly, konkrétně po jednom v každém zápase s Arisem.
Obnovenou ligovou premiéru zde zažil 12. srpna 2023 proti klubu MFK Skalica, když při vítězství 2:1 na trávníku soupeře odehrál na 69 minut. Své první ligové branky v ročníku si připsal v září 2023, když dal po jedné brance v soubojích s týmy FC DAC 1904 Dunajská Streda (prohra 1:3), MŠK Žilina (výhra 2:0) a MFK Ružomberok (výhra 2:1). Počtvrté v sezoně se prosadil proti mužstvu FC Košice při domácím vítězství 4:0. Následně se trefil ve 13. kole hraném 4. 11. 2023 v souboji s celkem MFK Dukla Banská Bystrica (výhra 4:1), když v 55. minutě zvyšoval na průběžných 3:1. Své další ligové góly v ročníku zaznamenal v rozmezí 15. až 17. kola, kdy dal po jedné brance do sítí klubů MFK Zemplín Michalovce (výhra 2:0), FK Železiarne Podbrezová (výhra 6:0) a v odvetě s Ružomberkem (remíza 2:2). Podeváté v sezoně se střelecky prosadil v odvetném duelu s Podbrezovou (výhra 2:1), když dal ve 26. minutě první branku zápasu. Svůj desátý gól v ročníku dal v 78. minutě v odvetě na hřišti týmu FC DAC 1904 Dunajská Streda při prohře 3:5. V květnu 2024 jej Slovan Bratislava získal po využití předkupního práva od sezony 2024/2025 na přestup a uzavřel s ním čtyřletou smlouvu. Pojedenácté v ročníku v lize skóroval 18. 5. 2024 ve 32. kole v odvetě s Ružomberkem, když při výhře 5:1 zvyšoval ve 24. minutě na průběžných 2:0. Na jaře 2024 pomohl Slovanu k šestému ligovému titulu v řadě a celkově jubilejnímu 30. v historii mužstva.

#### Sezóna 2024/25
Se Slovanem Bratislava postoupil na podzim 2024 přes severomakedonský klub FC Struga (výhry 4:2 doma a 2:1 venku), tým NK Celje ze Slovinska (remíza 1:1 venku a výhra 5:0 doma), mužstvo APOEL FC z kyperského města Nikósie (výhra 2:0 doma a remíza 0:0 venku) a celek FC Midtjylland z Dánska (remíza 1:1 venku a výhra 3:2 doma) z prvního předkola až do hlavní části Ligy mistrů UEFA 2024/2025, do které se bratislavský klub dostal poprvé ve své historii. V ligové fázi tehdy hrající se novým formátem se se spoluhráči střetli s týmy Manchester City FC (Anglie) - (prohra 0:4 doma), FC Bayern Mnichov (Německo) - (prohra 1:3 venku), Atlético Madrid (Španělsko) - (prohra 1:3 venku), AC Milán (Itálie) - (prohra 2:3 doma), GNK Dinamo Záhřeb (Chorvatsko) - (prohra 1:4 doma), Celtic FC (Skotsko) - (prohra 1:5 venku), VfB Stuttgart (Německo) - (prohra 1:3 doma) a Girona FC (Španělsko) - (prohra 0:2 venku) a v konečné tabulce složené ze všech mužstev postoupivších do ligové fáze skončili na 35. místě a do vyřazovací fáze nepostoupili. Celkem v této sezoně pohárové Evropy odehrál Strelec všech 16 zápasů, v nichž dal pět branek, konkrétně tři proti Celje (jednu v prvním utkání a dvě v odvetě) a po jednom proti Dinamu Záhřeb a Atléticu Madrid.
Svůj první ligový gól v ročníku vstřelil v úvodním kole, když v souboji s mužstvem KFC Komárno zvyšoval v 90. minutě na konečných 4:1. Podruhé v sezoně se trefil 17. srpna 2024 proti Košicím (výhra 2:1), když v 52. minutě srovnával na průběžných 1:1. Potřetí a počtvrté v ročníku vstřelil branky 27. září 2024 při vítězství 4:2 na trávníku Zemplínu Michalovce. Svůj pátý a šestý gól v sezoně v lize dal v dohrávce třetího kola 30. října 2024 v souboji se Skalicou (výhra 3:2), trefil se ve 4. a 45. minutě. Další dvoubrankové utkání zažil ve 14. kole v odvetě s tímto soupeřem při domácí výhře 3:1. Podeváté v ročníku v lize se trefil 4. prosince 2024 v odvetném střetnutí s Komárnem (výhra 6:0), když ve 37. minutě zvyšoval na průběžných 4:0. Svůj desátý ligový gól v sezoně zaznamenal v souboji s Dunajskou Stredou (výhra 2:1). Pojedenácté a podvanácté v ročníku skóroval v duelech 19. a 20. kola v soubojích s Ružomberkom (výhra 5:1) a Zemplínem Michalovce (remíza 1:1). Následně se střelecky prosadil 5. dubna 2025 dvakrát proti Žilině (výhra 5:0). Svoji patnáctou branku v sezoně zaznamenal v duelu se Spartakem Trnava při venkovním vítězství 3:2. Na jaře 2025 vybojoval se Slovanem Bratislava po domácí výhře 4:3 nad celkem MŠK Žilina sedmý ligový titul v řadě. Strelec v tomto utkání dal hattrick, když se prosadil v 32., 63. a 73. minutě. Podevatenácté v lize v tomto ročníku skóroval ve 31. kole hraném 10. května 2025 proti Podbrezové (výhra 3:1), když v 77. minutě zvyšoval na 3:0. Následně rozvlnil síť soupeřovy svatyně v duelu s Košicemi, kdy dal v 15. minutě jediný gól zápasu. V sezoně 2024/25 se společně s tehdejším spoluhráčem Tigranem Barseghjanem stal s 20 brankami nejlepším střelcem ligy.

#### Sezóna 2025/26
Svoji první branku v sezoně si připsal ve druhém kole hraném 2. srpna 2025 v souboji s Podbrezovou při domácí výhře 4:1.

## Klubové statistiky
Aktuální k 18. květnu 2025
| Sezona    | Klub                         | Soutěž       | Zápasy | Góly |
| --------- | ---------------------------- | ------------ | ------ | ---- |
| 2018/2019 | ŠK Slovan Bratislava         | Fortuna liga | 13     | 2    |
| 2019/2020 | ŠK Slovan Bratislava         | Fortuna liga | 12     | 4    |
| 2020/2021 | ŠK Slovan Bratislava         | Fortuna liga | 25     | 9    |
| 2021/2022 | ŠK Slovan Bratislava         | Fortuna liga | 4      | 0    |
| 2021/2022 | Spezia Calcio                | Serie A TIM  | 10     | 1    |
| 2022/2023 | Spezia Calcio                | Serie A TIM  | 7      | 0    |
| 2022/2023 | Reggina 1914 (host.)         | Serie BKT    | 16     | 3    |
| 2023/2024 | Spezia Calcio                | Serie BKT    | 0      | 0    |
| 2023/2024 | ŠK Slovan Bratislava (host.) | Niké liga    | 28     | 11   |
| 2024/2025 | ŠK Slovan Bratislava         | Niké liga    | 29     | 20   |
| 2025/2026 | ŠK Slovan Bratislava         | Niké liga    |        |      |

## Reprezentační kariéra
David Strelec je bývalým mládežnickým reprezentantem Slovenska, nastupoval za výběry do 15, 16, 17, 18, 19 a 21 let.

### A-mužsto
V A-týmu Slovenska debutoval pod trenérem Štefanem Tarkovičem v kvalifikačním zápase na Mistrovství světa 2022 hraném v Nikósii 24. března 2021 proti Kypru (remíza 0:0), na hrací plochu přišel v 84. minutě. Svůj první gól v seniorské reprezentaci zaznamenal 27. 3. 2021 v dalším utkáním kvalifikace v souboji s reprezentací Malty (remíza 2:2), když ve 49. minutě snižoval na 1:2.

### EURO 2024
Se Slovenskem postoupil na EURO 2024 v Německu. V červnu 2024 jej tehdejší trenér slovenské reprezentace, Ital Francesco Calzona, nominoval na tento turnaj. Se slovenskou reprezentací skončil ve skupině E v konfrontaci s repre Belgie (výhra 1:0), Ukrajiny (prohra 1:2) a Rumunska (remíza 1:1) se čtyřmi body na třetím místě tabulky a představil se s ní v osmifinále, kde se spoluhráči vypadli po prohře 1:2 po prodloužení s Anglií. Strelec na turnaji odehrál všechny zápasy.

### Reprezentační zápasy a góly
Zápasy a góly Davida Strelce v A-týmu slovenské reprezentace
| 2021                | 10 | 2 |
| 2022                | 6  | 0 |
| 2023                | 1  | 0 |
| 2024                | 13 | 5 |
| Celkem              | 30 | 7 |
| Platí k 21. 6. 2025 |    |   |

Góly Davida Strelce za A-mužstvo Slovenska
| 010                  | 27. 3. 2021  | Štadión Antona Malatinského, Trnava, Slovensko   | Malta       | 01:2 0(49.) | 2:2 | Kvalifikace na Mistrovství světa 2022 |
| 020                  | 11. 11. 2021 | Štadión Antona Malatinského, Trnava, Slovensko   | Slovinsko   | 02:2 0(74.) | 2:2 | Kvalifikace na Mistrovství světa 2022 |
| 030                  | 5. 6. 2024   | ERGO Arena, Vídeňské Nové Město, Rakousko        | San Marino  | 04:0 0(58.) | 4:0 | Přátelský zápas                       |
| 040                  | 8. 9. 2024   | Košická futbalová aréna, Košice, Slovensko       | Ázerbájdžán | 02:0 0(26.) | 2:0 | Liga národů UEFA 2024/2025 – Liga C1  |
| 050                  | 11. 10. 2024 | Národný futbalový štadión, Bratislava, Slovensko | Švédsko     | 01:2 0(44.) | 2:2 | Liga národů UEFA 2024/2025 – Liga C1  |
| 060                  | 11. 10. 2024 | Národný futbalový štadión, Bratislava, Slovensko | Švédsko     | 02:2 0(72.) | 2:2 | Liga národů UEFA 2024/2025 – Liga C1  |
| 070                  | 19. 11. 2024 | City Arena, Trnava, Slovensko                    | Estonsko    | 01:0 0(72.) | 1:0 | Liga národů UEFA 2024/2025 – Liga C1  |
| Platí k 28. 11. 2024 |              |                                                  |             |             |     |                                       |